# Kisdivény
Kisdivény (1899-ig Kis Divina, szlovákul Divinka, korábban Malá Divina) község Szlovákiában, a Zsolnai kerületben, a Zsolnai járásban.

## Fekvése
Zsolnától 4 km-re északnyugatra, a Vág jobb partján fekszik.

## Története

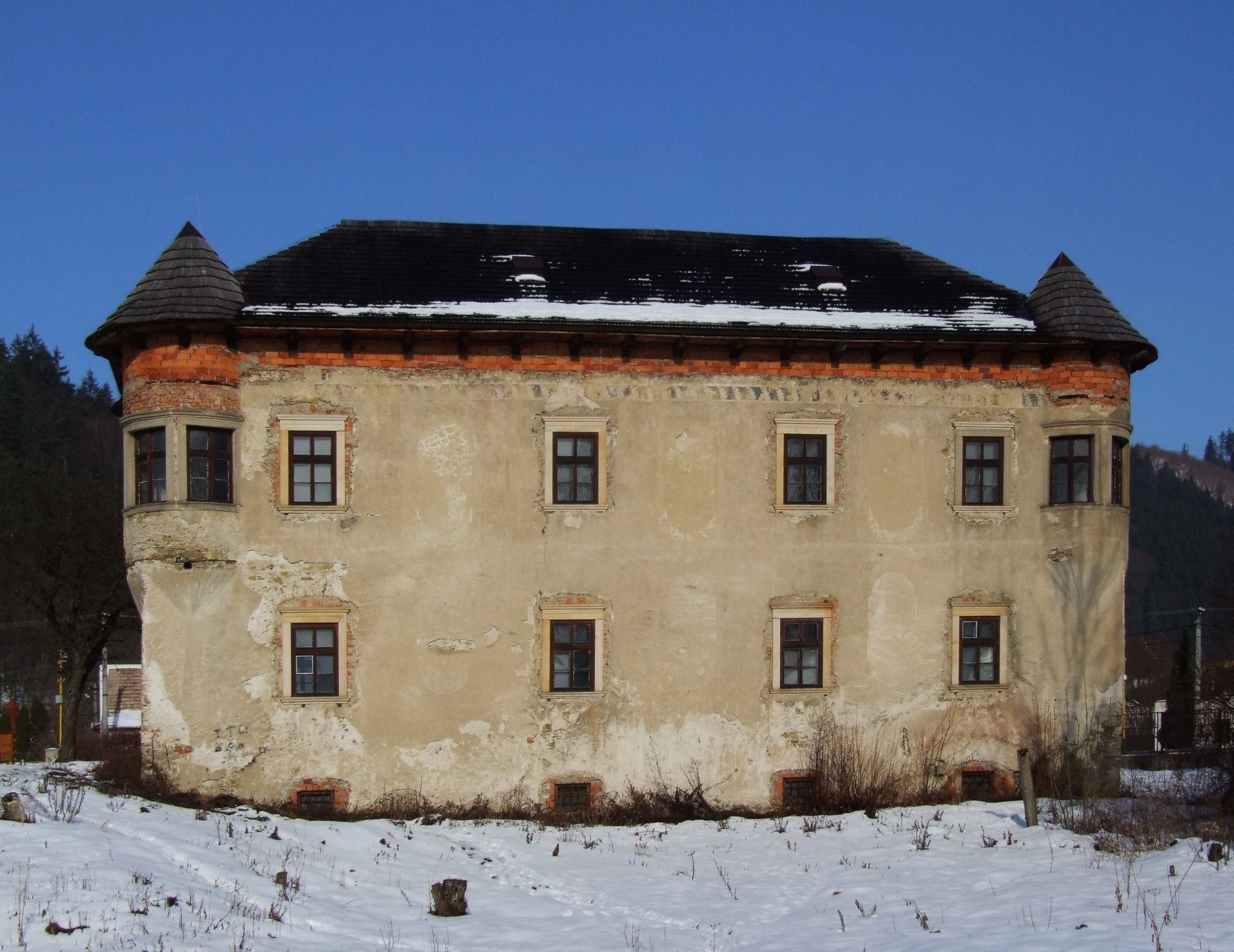
Kastélya

A Velký nevű magaslaton a korai bronzkorban a lausitzi kultúra, majd a puhói kultúra települése állt. Az i. e. 1. században kelta település állt itt, de kerültek elő cserépmaradványok a késő római korból, a 4.-5. századból, valamint a 9. századból is.
A mai települést írott forrásban 1393-ban „Kys Dywyne” alakban említik először. 1424-ben „Cleyne Dywyna”, 1438-ban „Divinka” alakban szerepel a korabeli forrásokban. Lietava várának tartozéka volt, majd a budatíni uradalom része lett, részben pedig nemesi családok birtokolták. 1598-ban 9 ház állt a településen. 1720-ban 4 adózója volt, mind zsellérek. 1784-ben 18 házában 22 családban 109 lakos élt.
A 18. század végén Vályi András így ír róla: „Kis Divinka. Tót falu Trentsén Vármegyében, földes Urai külömbféle Urak, lakosai katolikusok, fekszik Vág vizétöl nem meszsze, Kisútza Újhelytöl egy mértföldnyire, határbéli földgye termékeny, ’s szép vagyonnyaihoz képest, első Osztálybéli.”
1828-ban 14 háza és 188 lakosa volt. Lakói mezőgazdasággal, erdei munkákkal, állattartással foglalkoztak. A 19. században pálinkafőzdéje működött. Két malom és fűrésztelep is üzemelt a községben.
Fényes Elek 1851-ben kiadott geográfiai szótárában így ír a faluról: „Kis-Divina, Trencsén m. tót falu, a Vágh jobb partján 144 katholikus, 9 zsidó lakossal. F. u. gróf Csáky és Visnyovszky familia. Ut. p. Zsolna.”
A trianoni békéig Trencsén vármegye Kiszucaújhelyi járásához tartozott.

## Népessége
| Év:            | 1994. | 2004.   | 2014.    | 2024.   |
| -------------- | ----- | ------- | -------- | ------- |
| Emberek száma: | 793   | 851     | 1040     | 1015    |
| Eltérés:       |       | +7,31 % | +22,20 % | -2,40 % |

| Év:            | 2023. | 2024.   |
| -------------- | ----- | ------- |
| Emberek száma: | 1013  | 1015    |
| Eltérés:       |       | +0,19 % |

1910-ben 345, túlnyomórészt szlovák anyanyelvű lakosa volt.
2001-ben 827 lakosából 810 szlovák volt.
2011-ben 991 lakosából 949 szlovák volt.

## Nevezetességei
- Reneszánsz kastélya a 16-17. század fordulóján épült. 1723-ban átépítették.
- Temploma a 18. század első felében épült.

## Külső hivatkozások
- Községinfó
- Kisdivény Szlovákia térképén
- Kisdivény kastélya
- Zamky.sk
- Képek a kastélyról
- E-obce.sk Archiválva 2008. december 8-i dátummal a Wayback Machine-ben